# Rhipsalis baccifera subsp. mauritiana
A Rhipsalis baccifera subsp. mauritiana egy óvilági elterjedésű epifita kaktusz.

## Jellemzői
Kromoszómaszáma 2n=44. Az alapfajtól csupán kisebb epidermisz-mikromorfológiai eltérésekben valamint nagyobb méretű terméseivel különbözik. Ez az alfaj az Óvilágban a legelterjedtebb formája a rendkívül komplex Rhipsalis baccifera fajnak. A F. Süpplie által Fort Dauphin mellett gyűjtött és Rhipsalis bacciera ssp. fortdauphensis Süpp. 1996 néven közölt növény is ebbe az alakkörbe sorolható.

## Elterjedése
Trópusi Afrika: Sierra Leone, Etiópia, délen egészen Angola és a Dél-afrikai Köztársaság területéig, Madagaszkár, Comore-, Mascarane- és Seychelle-szigetek, Srí Lanka trópusi esőerdei.